# Glam rock
Glam rock (forkortelse af glamour rock), eller glitter rock, var en musiktrend fra den første halvdel af 1970'erne. Fænomenet, der især var britisk, var en reaktion mod den højtsvævende intellektualitet, der havde udviklet sig i rockmusikken sidst i 1960'erne.
Glam rock fænomenet blev startet af Marc Bolan fra gruppen T.Rex, der egenhændigt foryngede popmusikken ved især at appellere til teenagers. I hans kølvand kom en lang række teenage-idoler og glam-stjerner så som Slade, Sweet, Suzi Quatro, Mud, Alvin Stardust, Gary Glitter, Wizzard og den tidlige David Bowie.
I Danmark var det mest kendte glam rock-orkester Walkers, der huserede på Tipparaden fra tidligt i 1970'erne til omkring 1976.
Glam rock var frivol, fjollet, underholdende og uprætentiøs. De enkelte kunstneres musik havde ikke meget til fælles udover en vis enkelhed og iørefaldenhed. I stedet blev der lagt stor vægt på idolernes såvel visuelle som seksuelle image. Alle glamstjerner optrådte i glitter-tøj, plateausko, glimmer og make-up, og der blev flirtet med en seksuel flertydighed, hvor grænserne mellem mand og kvinde, heteroseksualitet og homoseksualitet blev udviskede. Glam rock var dog først og fremmest en uselvhøjtidelig, kommerciel musikalsk stilart.